# Pierre Claude François Delorme
Pierre Claude François Delorme (født 28. juli 1783 i Paris, død 8. november 1859 sammesteds) var en fransk maler og litograf. Han var en akademisk skolet maler, som især dyrkede historiemaleriet.
Han udviklede sig under Anne-Louis Girodets vejledning og ved studiet af de gamle mestre i Rom (hvor han 1810 malede et hovedværk: Abels død (Musée Fabre, Montpellier) til en akademisk-korrekt maler, men tør og teatralsk, inspireret af Jacques-Louis David. Senere værker: Leanders død, Jairi datter, Cephalus bortført af Aurora etc. og omfattende malerier på offentlig bestilling, til kirkerne Saint-Gervais, Saint-Eustache, Notre-Dame-de-Lorette (Basilica della Santa Casas underfulde flytning til Loreto) med flere.